# Lukas Zerner
Lukas Zerner (* 18. Oktober 2000) ist ein deutscher Basketballspieler.

## Werdegang
Der Bischberger wurde in der Jugendabteilung des Bundesligisten S.Oliver Würzburg ausgebildet. In der Saison 2018/19 bestritt er einen Einsatz für die TG Würzburg in der 2. Bundesliga ProB. 2019 wechselte er in die zweite Herrenmannschaft des FC Bayern München (2. Bundesliga ProB). In der Spielart 3-gegen-3 wurde Zerner mit Düsseldorf im Sommer 2022 deutscher Meister.
Zweitligaaufsteiger Dresden Titans nahm den Flügelspieler im Juli 2022 unter Vertrag. Im Sommer 2025 wechselte er zu den Kirchheim Knights (ebenfalls Zweitligist).